# 糖尿病性ケトアシドーシス
糖尿病性ケトアシドーシス（とうにょうびょうせいケトアシドーシス、英語: diabetic ketoacidosis; DKA）は、糖尿病患者において、インスリンの絶対的欠乏によってもたらされるアシドーシス（酸性血症）である。高血糖、高ケトン血症、代謝性アシドーシスが特徴である。ほとんどの発症者は1型糖尿病患者である。数日間から数時間で多尿・嘔吐・腹痛などの症状が現れ、進行すると昏睡や意識障害を来たして死亡する。血液を酸性化させるケトン体は生理的な条件（運動、空腹または絶食）でも増加するが、インスリンのシステムが正常である時、一般にケトン体は種々の健康効果をもち、ケトン体濃度を増加させること（生理的ケトーシス）は好ましい結果をもたらすことが多い。しかし、インスリンのシステムが極端に低下した時（インスリン耐性）、血中のケトン体が過剰になってケトアシドーシスと呼ばれる状態になる。

## 解説
インスリンはブドウ糖の利用を促進するホルモンであるが、1型糖尿病患者ではこれが欠乏しているためにインスリン感受性であるグルコーストランスポーターであるGLUT4を介した肝臓、筋肉などの細胞が血糖を取り込むことができず、脂肪酸からβ酸化によりアセチルCoAを取り出し、TCAサイクルを回すことでエネルギーを調達する。
この際、糖尿病や飢餓時のように脂肪酸代謝が亢進する病態では、肝臓のミトコンドリアでアセチルCoAは一部別経路に入り、グルコースの代替品であるケトン体が合成、他の臓器に提供され、この過剰に提供されたケトン体によってアシドーシス（血液が酸性に傾く状態）となる。このようなケトンによるアシドーシスはケトアシドーシスと呼ばれ、特に糖尿病によって引き起こされた場合を「糖尿病性ケトアシドーシス」という。

## 原因
後述のインスリン絶対的欠乏が主原因となるが、急性感染症（特に肺炎および尿路感染症）、心筋梗塞、脳血管障害、膵炎、外傷などの生理的ストレスのほか、コルチコステロイド、サイアザイド系利尿薬、交感神経刺激薬、前立腺癌治療に用いられる酢酸クロルマジノンなどの薬剤の副作用で生じることがある。

### インスリン絶対的欠乏
インスリンの絶対的欠乏がおこる事態とは以下のような場合である。
まず、1型糖尿病の発症時である。1型糖尿病は原因不明の自己免疫学的機序により膵ランゲルハンス島のインスリン産生細胞（β細胞）が破壊される疾患であり、これが何らかのきっかけで急激に生じることで前述のような機序により糖尿病を発症し、ケトアシドーシスを引き起こす。特に症状の出現が急激であるものは劇症型1型糖尿病として近年注目されている。
ふたつめに、1型糖尿病患者がインスリンを自己注射等によって投与されていないときである。1型糖尿病患者は必ずシックデイ（sick day、気分がすぐれず食欲も停滞するという、1型糖尿病患者に定期的に起こる状態）の管理法として「シックデイの教え（風邪をひいて食事をとっていないとしてもインスリンは打たなければならない、という事柄）」を教えられるが、風邪をひいたときなどにインスリンの投与を怠るとケトアシドーシスを引き起こしてしまうことがある。

### ペットボトル症候群
2型糖尿病患者では、ふつう糖尿病性ケトアシドーシスを引き起こすことはない。しかし近年日本において、2型糖尿病患者において起こりうるケトアシドーシスとして清涼飲料水ケトアシドーシス（ペットボトル症候群）が注目されている。これは糖質が添加されているペットボトル飲料を多飲する2型糖尿病患者におこるケトアシドーシスで、多くは軽症にとどまる。また、完全なインスリン分泌不全への移行を示すわけでもない。

## 症状
初期症状は風邪に似た症状や呼気のケトン臭・アセトン臭を呈することがある。
典型的な症状は、
- 意識障害、急性脳浮腫
- 糖尿病と共通する症状として、口渇、多飲、体重減少、全身倦怠感など。また、激烈な腹痛がおこることがあり、急性腹症として扱われることもある。
- クスマウル大呼吸 - 代謝性アシドーシスを来たすのでクスマウル大呼吸を呈する。
- 血尿（褐色尿）、横紋筋融解症[8]
- 浸透圧利尿に起因する脱水症状
- 電解質異常症として、低ナトリウム血症、低カリウム血症、高カリウム血症、高マグネシウム血症

## 対応
本症は糖尿病患者の意識障害の原因のひとつである。糖尿病患者が意識障害で救急外来を受診したとき、一般的な意識障害の原因のほか、特に糖尿病患者に特殊な病態として糖尿病性ケトアシドーシス、高血糖高浸透圧状態(高浸透圧高血糖症候群を参照)、低血糖症、乳酸アシドーシスの可能性がありうる。糖尿病性ケトアシドーシスは1型糖尿病患者、高血糖高浸透圧状態は高齢者、低血糖症はスルホニルウレア薬とインスリン使用患者、乳酸アシドーシスはメトホルミンというキーワードが診断と関連する。

## 治療
輸液が主体であってインスリン投与は補助的なものである。治療に伴う初期の血糖降下作用は尿中に糖が流出することにあるという。補液は細胞外液にて行う。血糖が250-300mg/dL程度に落ち着くと、それ以上の急激な補正は脳浮腫のリスクを高めるため 5%グルコースを併用してその程度の血糖値を保つ。また、カリウムを補充する必要がある（なぜならこの治療法はグルコース・インスリン療法そのものだからである）。食事をとれるようになれば点滴での治療は終了であるが、最初のインスリンの皮下注の少なくとも30分以上あとに点滴を中止しなければならない。インスリンアナログを使う場合はこの限りではない。
動脈血pHが7.0を下回る高度のアシドーシスでは、重炭酸塩を投与することがある。

### 禁忌
カリウムの急速補充・血糖や血漿浸透圧の急速補正・軽度アシドーシスの補正はしてはならない。